# Arenovidalina
Arenovidalina es un género de foraminífero bentónico de la subfamilia Aulotortinae, de la familia Involutinidae, del suborden Involutinina y del orden Involutinida. Su especie tipo es Arenovidalina chialingchiangensis. Su rango cronoestratigráfico abarca desde el Anisiense (Triásico medio) hasta el Rhaetiense (Triásico superior).

## Clasificación
Arenovidalina incluye a las siguientes especies:
- Arenovidalina angulatus †, también considerado como Multidiscus angulatus †
- Arenovidalina amylovoluta †
- Arenovidalina beauchampi †, también considerado como Neohemigordius beauchampi †
- Arenovidalina chialingchiangensis †
- Arenovidalina crassa †
- Arenovidalina novosjolovi †
- Arenovidalina oliviformis †, también considerado como Multidiscus oliviformis †
- Arenovidalina orienta †
- Arenovidalina ovoidea †
- Arenovidalina paraoliviformis †, también considerado como Hemigordius paraoliviformis †
- Arenovidalina planispiralis †
- Arenovidalina rectus †, también considerado como Hemigordius rectus †
- Arenovidalina rhombea †
- Arenovidalina rhombiformis †
- Arenovidalina rotunda †
- Arenovidalina schirjaevae †
- Arenovidalina schuberti †, también considerado como Nummulostegina schuberti †
- Arenovidalina sverdrupensis †, también considerado como Neohemigordius sverdrupensis †
- Arenovidalina tenuithecus †, también considerado como Hemigordius tenuithecus †
- Arenovidalina umbilicatus †, también considerado como Hemigordius umbilicatus †
  - Arenovidalina umbilicatus var. lata †, también considerado como Hemigordius umbilicatus var. lata †
- Arenovidalina umbonata †
- Arenovidalina vulgaris †